# Pietro Lando
Pietro Lando, död 1545, var en venetiansk doge. Han var regerande doge av Venedig 1538–1545.